# Стрілянина на Південмаші (2022)
Стрілянина на Південмаші — акт насильства, що стався 27 січня 2022 року на території Південного машинобудівного заводу в місті Дніпрі.

## Перебіг
27 січня 2022 року, близько 03:40, у місті Дніпрі, на території Південного машинобудівного заводу, нацгвардієць з автомата застрелив чотирьох військовослужбовців та одну цивільну жінку, ще п'ятеро людей дістали поранення. Стрілок зі зброєю втік з місця злочину. Близько 09:30 того ж дня, його було затримано в місті Підгородне.

## Зловмисник
За даними правоохоронних органів, стріляв у військовослужбовців нацгвардієць Артемій Рябчук. Державне бюро розслідувань повідомило затриманому про підозру у вбивстві, дезертирстві та викраденні зброї.

## Наслідки
В результаті стрілянини було вбито 5 осіб, ще 5 були важко поранені.
Командувач Національної гвардії України Микола Балан подав у відставку та був звільнений з посади згідно Указу Президента України № 34/2022 від 27 січня 2022 року. Новим в. о. командувача НГУ було призначено генерал-лейтенанта Юрія Лебідя.

## Розслідування
Дніпровська спеціалізована прокуратура у військовій та оборонній сфері розпочала кримінальне провадження щодо посадових осіб Національної гвардії України.
Міністерство внутрішніх справ України створило спеціальну слідчу комісію, яка вповноважена встановити причини трагедії.
18 жовтня 2022 року Державне бюро розслідувань завершило розслідувати справу про розстріл на Південному машинобудівному заводі у Дніпрі. Обвинувальний акт передано до суду.

## Судовий розгляд
28 січня 2022 року, Кіровський районний суд міста Дніпра обрав Артемію Рябчуку запобіжний захід у вигляді тримання під вартою без права внесення застави строком на 60 діб.
3 лютого 2022 року, правозахисник Артемія Рябчука акцентував на тому, щоб його визнали потерпілим і вимагає ретельного розслідування по всім фактам, що призвели до скоєння злочину.
11 березня 2022 року, на позачерговому досудовому розслідуванні Артемію Рябчуку подовжено тримання під вартою до 9 травня 2022 року.
27 січня 2023 року Красногвардійський районний суд міста Дніпропетровська залишив без змін запобіжний захід колишньому нацгвардійцю Артемію Рябчуку.

### Вирок
23 квітня 2024 року Рябчук отримав довічне позбавлення волі. На суді Рябчук повністю визнав свою провину, розкаявся та попросив вибачення у рідних загиблих. Засудженого зобов’язали відшкодувати цивільні позови родичів загиблих. 